# ماكس كوخ
ماكس كوش (بالألمانية: Max Josef Karl Guido Koch)‏ هو ناقد أدبي ومؤرخ ألماني، ولد في 22 ديسمبر 1855 في ميونخ في ألمانيا، وتوفي في 19 ديسمبر 1931 في فروتسواف في بولندا.